# Волхов
Волхов (рус. Во́лхов) река је на северозападу европског дела Руске Федерације која протиче преко територија Новгородске и Лењинградске области. Волхов је отока језера Иљмењ и притока језера Ладога, те део слива реке Неве и Балтичког мора. Интегрални је део Вишњеволочког хидросистема којим су повезани токви Мсте и Тверце, односно сливови Балтичког мора и реке Волге.
Укупна дужина водотока је 224 km.

## Географско-физичке карактеристике
Река Волхов свој ток започиње као северна отока језера Иљмењ из којег отиче јужно од града Великог Новгорода, на северозападу Новгородске области. На месту где започиње свој ток налазе се археолошки локалитет Рјуриково городишче, односно православни Јурјев манастир. Целим својим током тече у смеру севера и северозапада преко ниске Прииљмењске низије, а у језеро Ладогу улива се након 224 km тока код града Нова Ладога, у централним деловима Лењинградске области. У басенима Волхова налазе се и источни делови Псковске области, северозапад и север Тверске области, те један мањи део Витепске области Белорусије.
Свој ток започиње на надморској висини од 18,1 метра, ушће се налази на 5,1 метар, а укупан пад је свега 13 метара. Површина сливног подручја је 80.200 km², док је просечан проток у зони ушћа 593 m³/s. Ширина реке креће се од 100 метара у горњим до преко 600 метара у доњим деловима тока. Пловна је целом дужином тока и де је Вишњеволочког хидросистема чијом градњом је стабилизован ниво воде у реци. Под ледом је од краја новембра до почетка априла.
Њене најважније притоке су Пчјовжа, Вишера (рукавац Мали Волховец), Оскуја, Полист са десне и Керест, Тигода, Питба и Јелена са леве стране. У горњем делу тока је преко Сиверсовог канала повезана са током реке Мсте
На око 25 km узводно од ушћа река је преграђена вештачком браном Волховске хидроелектране, првог хидроенергетског објекта саграђеног на подручју данашње Русије (електрана је са радом почела 19. децембра 1926. године).
Према извештајима завода за заштиту околине за 2007. годину, река Волхов спада у ред веома загађених водотока трећег степена загађености (индекс загађености 2,81, или за 0,12 мање у односу на стање од годину дана раније).

## Етимологија и историјски значај
Тачан податак о пореклу имена реке не постоји, али према описима из књиге „Приче о Словенима и Русима и градовима Словенским“ (рус. Сказание о Словене и Русе и городе Словенске) из XVII века име реке је митолошког карактера и веже се за најстаријег сина књаза Словена који се звао Волхов.
Неки лингвисти сматрају да име реке долази из финског и шведског Олхава (фин. Olhava, швед. Ålhava), док се у неким финским доукуме нтима из XVI века помиње као Олхаванјоки (фин. Olhavanjoki)
Још од периода раног средњовековља река Волхов је служила као важна трговачка рута којом су саобраћале бројне трговачке бродице варјашких трговаца на путу ка долинама Волге и Дњепра, и даље ка Византији. На њеним обалама настала су најстарија руска насеља Рјуриково городишче, Велики Новгород и Стара Ладога.
На обалама реке Волхов налазе се градови Велики Новгород (насеље Кречевици), Кириши, Волхов, Нова Ладога, те археолошки локалитети Рјуриково городишче и село Стара Ладога.